# حمى لدغة القرادة الإفريقية
حُمَّى لَدْغَة القُرادة الإفريقيَّة أو حُمَّى عضة القُرادة الإفريقيَّة (بالإنجليزية: African tick bite fever)‏ وتُدعى اختصارًا ATBF، هي من أنواع العدوى البكتيرية التي تنتشر من خلال لدغة القُرادة. و تضمّ أعراضها الحمَّى، والصداع، وألم العضلات، والطفح الجلدي، كما تصبح المنطقة الجلدية التي تعرضت للعضّ ذات لون أحمر ولها مركز أسود. و تبدأ الأعراض عادةً بالظهور بعد 4-10 أيام من التعرض للعضّ. و من النادر حصول مضاعفات، وعلى أية حال فهذه المضاعفات تضمّ التهاب المفاصل. و هناك من الناس من لا تحدث له الأعراض أساسًا.
و يحدث المرض بسبب بكتيريا الريكتسيا الأفريقية. هذه البكتيريا تنتشر في القرادة من نوع اليغموش(Amblyomma) ، وهي تعيش عمومًا في الأعشاب طويلة القامة أو في الشُّجَيْرات بدلًا من العيش في المدن. ويعتمد تشخيص الإصابة عادةً على الأعراض المصاحبة لهذه الحمى. و يمكن تأكيد الإصابة باستخدام الزرع الحيوي الدقيق، أو تفاعل البوليميراز المتسلسل، أو اختبار التألق المناعي.
و لا يوجد هناك لقاح للوقاية، إنما تكون الوقاية باجتناب لَدَغَات القُرادة من خلال تغطية الجلد بثنائي إثيل تولواميد، أو بارتداء الملابس المُعَالَجة باستخدام البيرمثرين. و يوجد هناك أكثر من علاج ولكن الأدلة على قدرتها الفعلية على العلاج محدودة، ولكن على أية حال فإن استخدام الدوكسيسايكلين يظهر بأنه ناجع، كما يمكن استخدام الالكلورامفينيكول و الأزيثرومايسين. و تميل هذه الحمَّى للشفاء دون علاج دوائي.
تحدث هذه الحمَّى في مناطق جنوب الصحراء الكبرى في أفريقيا، و الهند الغربية، و أوقيانوسيا. و يشيع توجدها نسبيًّا بين المسافرين إلى جنوب الصحراء الكبرى في أفريقيا. معظم الإصابات تحدث بين شَهْريْ نوفمبر وأبريل. كما أن احتمالية تحول هذه الحمى إلى وباء ممكنة. و يعود أول تشخيص للإصابات إلى سنة 1911 في إفريقيا. و تحدق حُمَّى لَدْغَة القُرادة الإفريقيَّة بُقَعًا على جلد المصُاب، ويتم الخلط بينها وبين الحمى البرعمية(Mediterranean spotted fever) التي تحدث بقعًا مشابهة على الجلد.

## العلامات والأعراض
غالبًا ما تكون حمى لدغة القرادة الإفريقية بدون أعراض أو بأعراض خفيفة، كما أن المُضَاعَفَات نادرة الحدوث. يبدأ ظهور الأعراض عادةً بعد التعرض للَّدْغ بـ5-7 أيام، بالرغم من أن بعض الأشخاص تزيد عندهم المدة لتصل لعشرة أيام. وتبقى الأعراض عدة أيام إلى ثلاثة أسابيع. و تضم الأعراض الشائعة التالي:
- الحمىّ.[8]
- ألم الرأس.[8]
- آلام العضلات.[8]
- ظهور خشارة ناتجة عن اللَّدغ، وهي نسيج ميْت، أسود اللون في الغالب، ويظهر حول منطقة التعرض للَّدغ(أنظر الصورة في الأعلى).[8]
  - قد توجد هناك خشارة أو لا. حيث أن قرادات اليغموش تهاجم حيوانات المزارع أو البشر ويمكنها أن تعضّ أكثر من عضة.[3] و في حمى لدغة القرادة الإفريقية- و على خلاف باقي الحمى الناتجة من جرثومة الريكتسيا- فإنه بمجرد إيجاد خشارة واحدة، فإنه من الممكن إيجاد عدة أخرى ويؤخذ ذلك بعين الاعتبار.[8]
- تضخم العقد اللمفية بالقرب من منطقة العضّ.[8]
- طفح بقعي حطاطي و/أو طفح حويصلي(vesicular rash).[9]

### المضاعفات
إن المضاعفات شيء نادر الحدوث، وإن حدثت فهي لن تهدد حياة المصاب. فلن تسجَّل أية حالة وفاة ناتجة من حمى لدغة القرادة الإفريقية. و تتضمن المضاعفات التي تم تسجيلها:
- حمى أطول وقتًا، تمتد لثلاث أسابيع.
- التهاب المفاصل الارتكاسي.[8]
- ألم رأس متوسط إلى حادّ.[8]

## أسباب الإصابة

### الجرثومة المسببة
تعتبر الريكتسيا الإفريقية جُرْثومة سَلْبِيّة الغرام طُفيليَّة متعددة الأشكال. و هي تنتمي لجنس الريكتسيا الذي يضم العديد من الأنواع الجرثومية التي تنتقل للإنساس من خلال اللَّافقاريات.

### نواقل الجرثومة

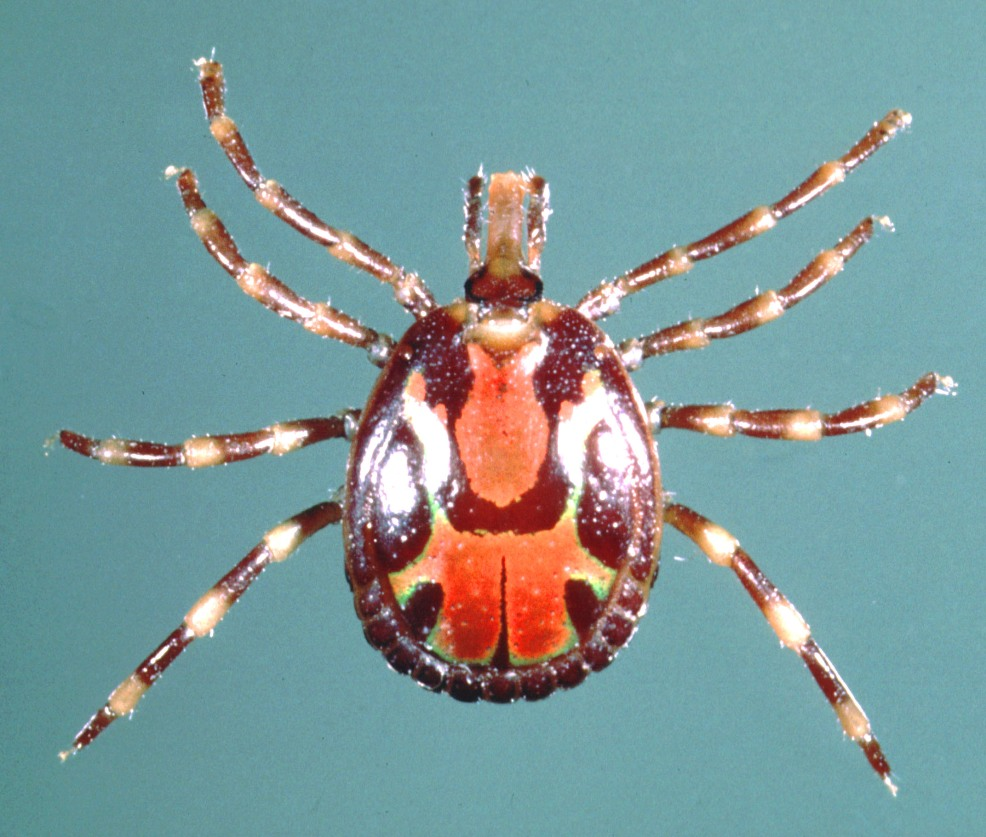
ذَكَر اليَغْموشُ المُتَبايِن(Amblyomma variegatum)

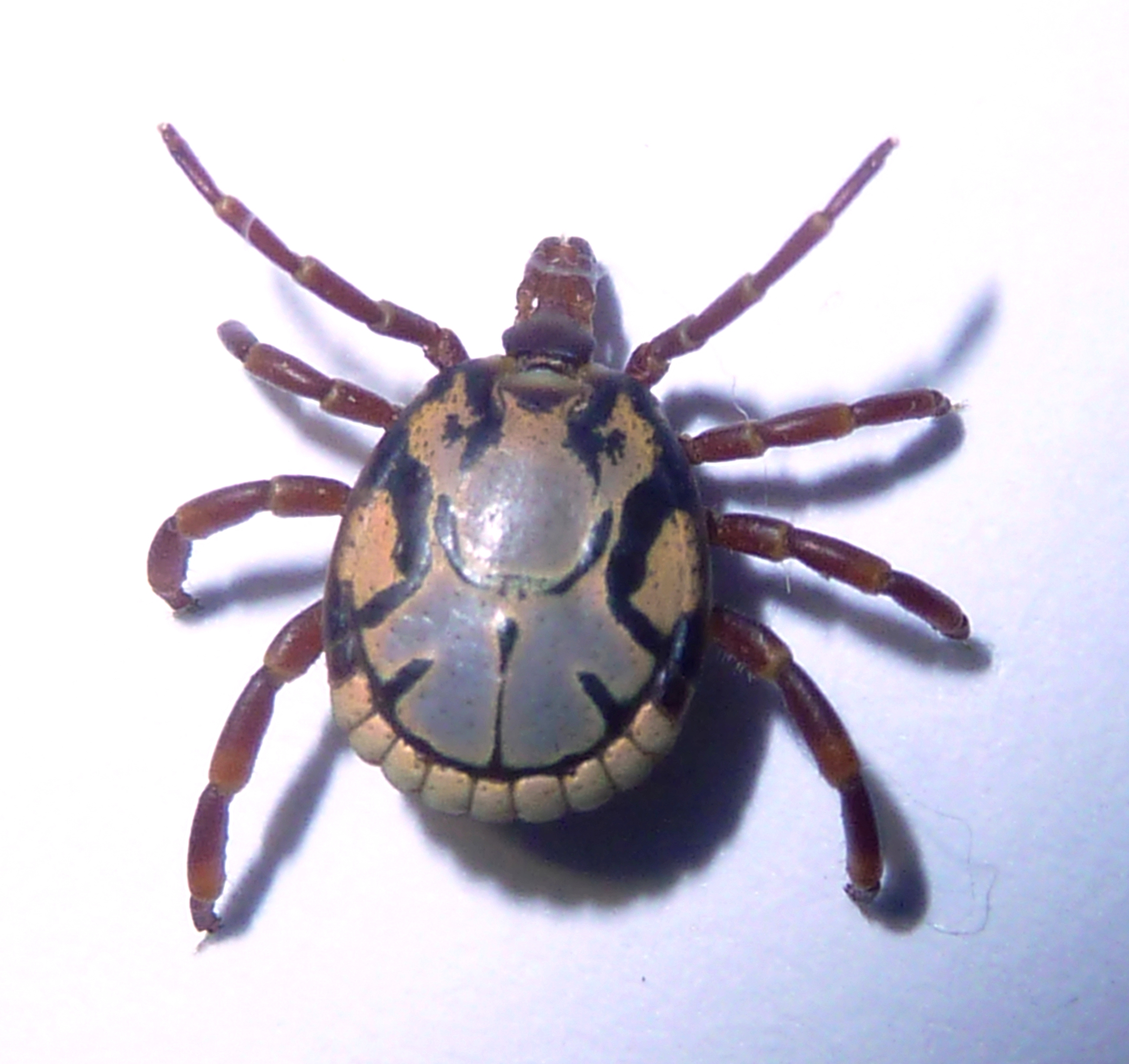
ذَكَر اليغموش الجنوب إفريقي(Amblyomma hebraeum)

إن الناقلان الأكثر شيوعًا للجرثومة هما اليَغْموشُ المُتَبايِن(Amblyomma variegatum) و اليغموش الجنوب إفريقي(Amblyomma hebraeum)، و هما من أنواع القرادة الصلبة. يقوم اليغموش المتباين بنقل الجرثومة في جنوب أفريقيا، بينما اليغموش الجنوب إفريقي فيحمل الجرثومة في غرب ووسط و شرق أفريقيا وفي الأنتيل الفرنسية. و هناك أنوع أخرى من اليغموش تنتشر في أفريقيا جنوب الصحراء تنقل الجرثومة إلى البشر، كما يمكن أن تصل نسبة نقل أنواع قرادة اليغموش للجرثومة إلى 100% في تلك المنطقة. تنشط قرادات اليغموش غالبًا من شهر نوفمبر إلى أبريل. و تتغذى أنواع القرادة هذه بشكل متكرر على حيوانات المزارع والمواشي، ولكنها تستطيع التغذي أيضًا على الحيوانات المفترسة في المناطق التي لا تتواجد فيها حيوانات المزارع. تقوم أنواع القرادة الصلبة بالبحث عن معيل من خلال التعلق بالنباتات وانتظار اقتراب معيل ما والانتقال إليه، أما قرادات اليغموش فتختلف عن باقي الأنواع، فهي تقوم بالبحث في الأرجاء عن معيل ما وليس بالانتظار.
و قد تم تشخيص مجموعات من السياح زاروا أفريقيا بالإصابة بهذا المرض بعد رجوعهم لبلدانهم.
و إنه حتى سنة 1998، كان الاعتقاد السائد أن القرادات في أفريقيا جنوب الصحراء هي الوحيدة التي تحمل جرثومة الريكتسيا الإفريقية. و على أية حال، فقد اكتشفت حالة إصابة محلية بحمى لدغة القرادة الإفريقية في الأنتيل الفرنسية، وأدت هذه الحالة إلى اكتشاف جرثومة ريكتسيا الإفريقية محمولة على قرادات يغموش متباين انتقلت من خلال المواشي المنقولة بحرًا من السنغال إلى غوادلوب منذ أكثر من قرن مضى. و فُصِلت جرثومة الريكتسيا الإفريقية عن القرادات في العديد من الجزر الكاريبية، وبالرغم من ذلك فإن حالات إصابة البشر فقط في منطقة البحر الكاريبي حدثت في الأنتيل الفرنسية. كما وجدت جرثومة الريكتسيا الإفريقية في قرادات اليغموش من نوع loculosum في أوقيانوسيا.

## حدوث المرض وتطوره
بعدما يصاب الإنسان بجرثومة الريكتسيا الإفريقية من خلال لدغة القرادة، فإن الجرثومة تقوم بمهاجمة خلايا البطانة الغشائية في الجهاز الدوري( الشرايين والأوردة والشعيرات الدموية). بعدها يفرز الجسم موادًا كيميائية تسبب الالتهاب، مما ينتج أعراض أقوى كألم الرأس والحمًّى. وتكون العلامة المميزة لكل الأمراض الناتجة من جرثومة الريكتسيا هي الالتهاب الوعائي اللّمْفاوِيٌّ المُنْسِجِيّ(lymphohistiocytic vasculitis)، يتضمن هذا الالتهاب دخول خلايا المناعة إلى داخل خلايا البطانة الغشائية التي تصنع الأوعية الدموية مما يؤدي إلى تدمير الأوعية الدمية مما يخلق حالة مميزة في الجلد تدل على الإصابة بجرثومة الريكتسيا. ذلك يحدث بعد إفراز المواد الكيميائية المذكورة في الأعلى، بالإضافة إلى تدمير للخلايا يحدث نتيجة الإصابة، ويتضمن إرسال إلى إشارات إلى الخلايا المناعية(الخلايا التائية والبلاعم) لتأتي إلى موقع الإصابة.
تقوم أنواع بكتيريا الريكتسيا كالريكتسيا الإفريقية بالتكاثر حول منطقة العضَّة، مما يؤدي إلى حدوث نخر(موت للخلايا) و التهاب في العقدة اللمفاوية. و هذا هو السبب في حدوث الخشارة.

## التشخيص
إن العديد من المرضى الذي يقطنون في مناطق ذات أرقام إصابة كبيرة(إفريقيا والهند الغربية) لا يذهبون إلى الطبيب لأن الأعراض تكون خفيفة عند عند غالبية المصابين. و على أية حال، فإن المرض يستطيع التسبب بأعراض أشد وطئًا عند القادمين جديدًا إلى تلك المناطق ولم يتعرضوا في حياتهم لجرثومة الريكتسيا الإفريقية بالتالي لا يملكون المناعة منها. و يكون تشخيص الإصابة صعبًا للمسافرين العائدين من البلاد المصابة، ذلك لأن الكثير من الأمراض الاستوائية تسبب الحمى التي تسببها حمى لدغة القرادة الإفريقية، فهناك العديد من الأمراض التي تبدو متشابهة معها، مثل الملاريا، و حمى الضنك، و مرض السل، و فيروس نقص المناعة البشرية الحادّ، والتهابات الجهاز التنفسي. و بالإضافة إلى الأسئلة المتعلقة بالأعراض، يسأل الأطباء أيضًا مرضاهم عن تاريخ الرحلة الدقيق وهل كان المريض قريبًا من الحيوانات أو القرادات. إن فحوص الأحياء المجهرية متوفرة للأطباء إلا أنها باهظة الثمن ويجب أن تتم في مختبرات خاصة في الغالب.
كما أن المضاد الحيوي لعلاج الإصابات بجرثومة الريكتسيا موفر إلا أن له القليل جدًّا من الآثار الجانبية، بالتالي فإذا كان لدى الطبيب شكّ عالٍ بوجود المرض، فإنه سيعطي المريض ذلك المضاد الحيوي بدون عمل فحوص في المختبر.

### فحوص الدم
يكون تشخيص حمى لدغة القرادة الإفريقية غالبًا معتمدًا على الأعراض، ذلك لأن العديد من الفحوصات المختبرية المتبعة ليست متخصصة لهذه الحمى فقط. و العلامات المختبرية الشائعة للإصابة بهذه الحمى تتضمن عدد خلايا بيضاء قليل(قلة اللمفاوية)، و عدد الصفائح الدموية القليل أيضًا(قلة الصفيحات)، و نسبة عالية من البروتين المتفاعل-C، و وظائف حيوية أعلى بقليل من الطبيعة.

### فحوص الأحياء المجهرية
تستخدم الخزعات(biopsies) أو المستنبتات(cultures) من جرح القرادة(الخشارة) في تشخيص الإصابة بحمى لدغة القرادة الإفريقية. و على أية حالة، فإن هذا يتطلب مستنبتات خاصة ويمكن أن يتم فقط في مختبر مزود بالحماية من الخطر البيولوجوي. و هناك مختبرات متخصصة أكثر تستخدم تفاعلات البوليميرازات المتسلسلة الممكن قياسها(qPCR)، و لكنها يمكن أن تتم فقط في مختبرات مجهزة بمعدات خاصة. كما يمكن استخدام مقاييس التَّأَلُّق المَناعِيّ(Immunofluorescence)، و لكنها ستكون صعبة التفسير ذلك بسبب تشابه التفاعلات بين الريكتسيا الإفريقية وباقي أنواع الريكتسيا.

## الوقاية
تتمركز الوقاية من الإصابة حول حماية الشخص نفسه من التعرض لعضَّات القرادة من خلال ارتداء بناطيل طويلة قمصانًا، واستخدام المبيدات الحشرية على الجلد مثل ديت. يجب على المسافرين إلى المناطق الريفية في إفريقيا والهند الغربية أن يدركوا أنه من الممكن لهم الالتقاء بأنواع القرادة الناقلة لهذا المرض. و تحدث معظم حالات الإصابة بين المسافرين إلى المناطق الريفية أو المشاريكن في نشاطات في الخلاء. و يجب الحذر أكثر في الفترة ما بين شهريْ نوفمبر وأبريل، حيث تكون قرادات اليغموش(ناقلة المرض) في أَوْج نشاطها. و يجب البحث عن القرادة في الجسم، والملابس، والمعدات، والحيوانات الأليفة بعد العودة من الخارج، حيث يساعد ذلك على إزالة القرادات في وقت مبكِّر.

## العلاج
تكون أعراض حمى لدغة القرادة الأفريقية خفيفة بالعادة والكثير من المرضى لا يحتاجون أكثر من العلاج المنزلي باستخدام المضادات الحيوية لعلاج المرض. و على أية حال، فبسبب قلة زيارة المرضى المصابين بهذا المرض للأطباء، فإن أفضل مضاد حيوي وجرعاته و مدة التعاطي ليست محدد بشكل واضح حتى الآن. يعالج الأطباء مراضهم عادة باستخدام المضادات الحيوية الناجعة في علاج الأمراض الأخرى المسببة من جراثيم مشابهة للريكتسيا الإفريقية، كالجرثومة المسؤولة عن حمى الجبال الصخرية المبقعة. يقوم الناس باستخدام واحد من العلاجات الآتية في الحالات خفيفة الأعراض:
- دوكسيسايكلين
- كلورامفينيكول
- سيبروفلوكساسين[7]

فإن ملك الشخص أعراضًا شديدة كالارتفاع الشديد في درجة الحرارة أو الصداع القاسي، فإن علاج الإصابة يتم بأخذ الدوكسيسايكلين لفترة زمنية أطول. أما النساء الحوامل فلا يستطعن أحذ الدوكسيسايكلين أو السيبروفلوكساسين ذلك لأن كِلَا المضادين الحويَّين يسبب مشاكلًا لدى الجنين. و قد استُخْدِم مضاد حيوي آخر اسمه جوسيمايسين(Josamycin)، و كان علاجًا فعّالًا في علاج الحوامل من الأمراض الناتجة من أنواع أخرى من جرثومة الريكتسيا، إلا أنه من غير الواضح إن كان فعالًا في علاج حمى لدغة القرادة الإفريقية.

## علم الأَوْبِئَة
ذُكِرَت معظم حالات الإصابة بحمى لدغة القرادة الإفريقية بين المسافرين الدوليين. بينما تتوفر بيانات محدودة متعلقة بالسكان المحليين. أما السكان المحليون الذي يعيشون في موطن هذا المرض، فإنهم يصابون به في سِنّ صغيرة ويملكون أعراضًا خفيفة أو لا يمكلون الأعراض أساسًا، بالإضافة إلى استخدامهم القليل لأدوات التشخيص، مما يؤدي إلى وجود حالات تشخيص قليلة بالإصابة. و في زيمبابوي التي تعتبر أحد مواطن المرض، أقرَّت دراسة أن نسبة الإصابات المحتملة هي من 60-80 إصابة لكل 10000 مريض.
و بالاعتماد على البيانات المنشورة في آخر 35 سنة، فإن عدد الإصابات بحمى لدغة القرادة الإفريقية يقارب الـ200 إصابة بين المسافرين الدوليين. و غالبية هذه الحالات(ما يقرب 80%) حدثت المسافرين العائدين من الجنوب إفريقيا.